# Жуан Карлуш Тейшейра
Жуан Карлуш Тейшейра (порт. João Carlos Teixeira, нар. 18 січня 1993, Брага) — португальський футболіст, півзахисник клубу «Фамалікан». 
Грав за молодіжну збірну Португалії.

## Клубна кар'єра

### Початок кар'єри
Народився 18 січня 1993 року в місті Брага і розпочав займатись футболом в однойменному клубі з рідного міста. У 12-річному віці у 2004 році перейшов у молодіжну команду столичного «Спортінга». Починаючи з 13-річного віку Жуан Карлуш грав за молодіжні команди «Спортінга» всіх вікових категорій і виграв чемпіонат Португалії у складі U-14.
Він приєднався до основної команди в сезоні 2011/12, отримавши 46 номер. Його перше потрапляння в заявку на матч відбулося в грудні 2011 року в матчі Ліги Європи проти «Цюриха» та «Лаціо», проте за основну команду «Спортінга» Тейшейра так і не встиг дебютувати.
Тейшейра справив сильне враження на керівництво «Ліверпуль» в юнацькому турнірі NextGen Series, де Жуан у складі «Спортінга» двічі зустрічався зі своїми однолітками з берегів Мерсі. При цьому Тейшейра не тільки вміло диригував атакуючими діями своїх партнерів, але і зумів забити гол за свою команду, допомігши португальцям зайняти перше місце у групі. У матчі-відповіді, яка відбулася в листопаді в Лісабоні, він знову допоміг «Спортінгу» здолати «мерсісайдців», але на цей раз з більш розгромним рахунком — 5-1.

### «Ліверпуль»
«Ліверпуль» і «Спортінг» дійшли згоди щодо трансферу Тейшейри 18 січня 2012 року — в 19-й день народження півзахисника за 830,000 фунтів стерлінгів. Після приєднання до «Ліверпулю» Тейшейрі дали прізвисько «Новий Деку».. Спочатку португалець приєднався до команди резервістів Академії «червоних», якою на той момент керував Родольфо Боррель, але відразу після приєднання до «червоних» вибув з ладу команди на 6 місяців, отримавши серйозну травму спини. Тейшейра в сезоні 2012/13 зіграв 20 матчів у Прем'єр-Лізі до 21 року, забивши 2 голи.

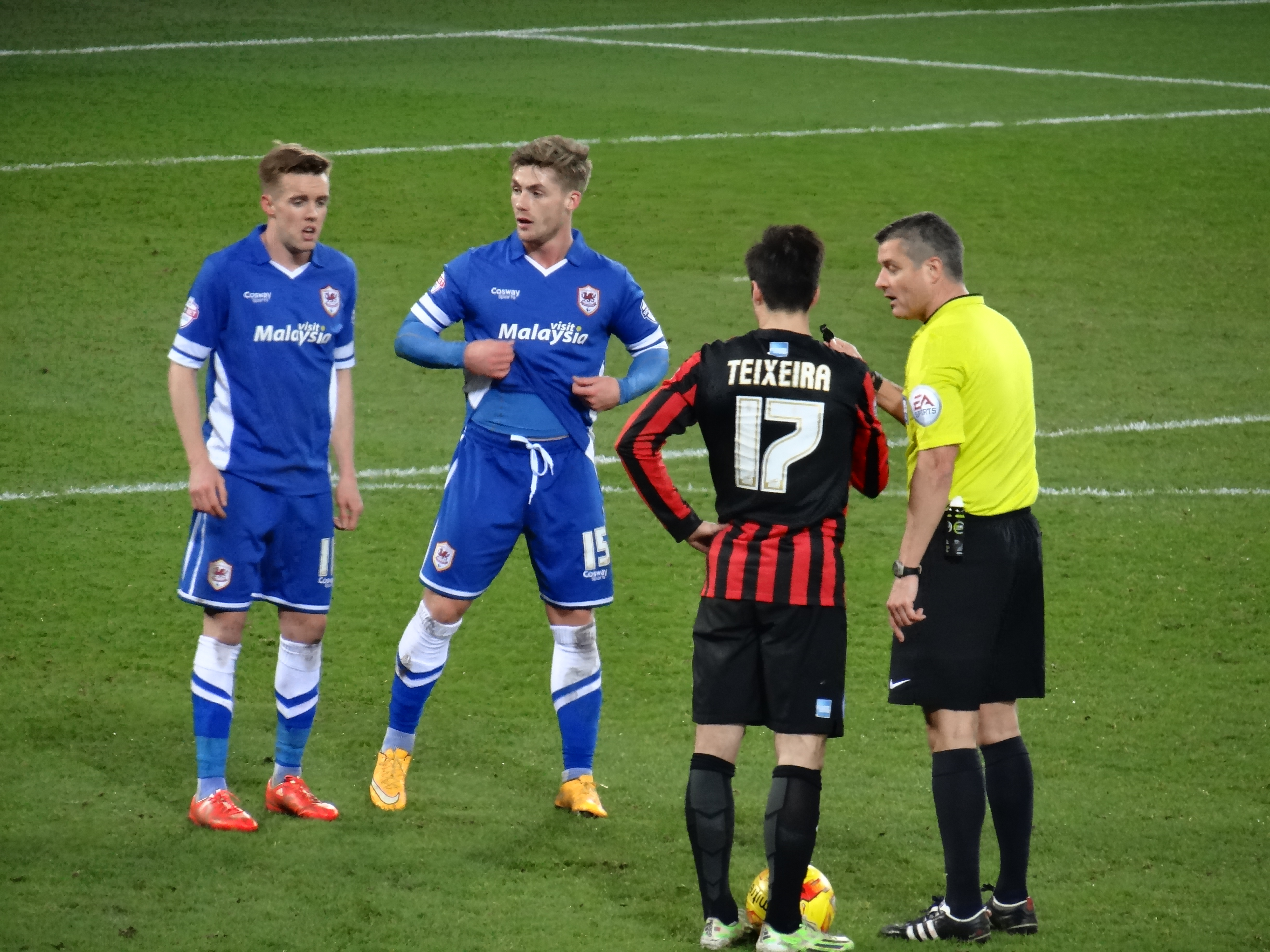
Тейшейра готує штрафний удар для «Брайтона» проти «Кардіфф Сіті» у лютому 2015 року.

10 вересня 2013 року Тейшейра перейшов на правах оренди в «Брентфорд». Дебютував за новий клуб 14 вересня 2013 року в матчі Першої ліги проти «Транмір Роверз», вийшовши на заміну. У другому матчі він зіграв 21 хвилину, замінивши Мартіна Філло у матчі проти «Лейтон Орієнта». Достроково повернувся з оренди 7 жовтня 2013 року, зігравши всього 2 матчі за «Брентфорд».
Тейшейра дебютував у «Ліверпулі» в матчі проти «Фулгема» 12 лютого 2014 року, з'явившись на заміну Рагіму Стерлінгу на 82 хвилині.
15 серпня 2014 року Тейшейра був відданий в оренду на сезон клубу Чемпіоншипа «Брайтон енд Гоув Альбіон», наставником якого був ветеран «червоних» Самі Гююпя. Тейшейра дебютував на наступний день після переходу в матчі проти «Бірмінгем Сіті», замінивши Казенга Луа-Луа на 64-й хвилині.
19 серпня забив свій перший гол за клуб в матчі проти «Лідс Юнайтед». 16 квітня стало відомо, що сезон для Тейшейри закінчений достроково, так як за два дні до цього півзахисник зламав ногу. 20 квітня він був названий найкращим молодшим гравцем року у «Брайтоні», закінчивши сезон найкращим бомбардиром команди у чемпіонаті з 6 голами.
19 травня 2015 року Тейшейра був визнаний Гравцем року академії «Ліверпуля». 
Тейшейра провів кілька матчів за першу команду «Ліверпуля» в кубкових турнірах в сезоні 2015/2016 і час від часу з'являвся в заявці клубу на матчі Прем'єр-ліги. Однак, новий контракт з мерсисайдським клубом він так і не уклав. 

### Повернення до Португалії
Влітку 2016 року, після того, як закінчилася дія контракту Тейшейри з «Ліверпулем», він 14 червня 2016 року на правах вільного агента перейшов в «Порту». Контракт підписаний до 2020 року. Як компенсацію за виховання футболіста «Ліверпуль» отримав 250 тисяч фунтів.
Утім у «Порту» Тейшейра закріпитись не зумів, через що 28 серпня 2017 року його було віддано в оренду в «Брагу». Протягом сезону відіграв за клуб з Браги 14 матчів в національному чемпіонаті.
У липні 2018 року новим клубом гравця стала «Віторія» (Гімарайнш), з якою він уклав трирічну угоду. У цій команді отримував більше ігрового часу, за два сезони взяв участь у 52 матчах усіх турнірів.

## «Феєнорд»
4 вересня 2020 року за 1,6 мільйона євро перейшов до нідерландського «Феєнорда», з яким уклав дворічний контракт.

## Виступи за збірні
2008 року дебютував у складі юнацької збірної Португалії, взяв участь у 22 іграх на юнацькому рівні, відзначившись 4 забитими голами. У 2010 році у складі збірної до 17 років їздив на юнацький чемпіонат Європи у Ліхтенштейні, до португальці не змогли вийти з групи. Тейшейра зіграв у всіх трьох матчах своєї команди.
Протягом 2012—2013 років залучався до складу молодіжної збірної Португалії. На молодіжному рівні зіграв у 8 офіційних матчах, забив 1 гол.

## Титули і досягнення
- Володар Кубка Китаю (1):

«Шанхай Шеньхуа»: 2023
- Володар Суперкубка Китаю (2):

«Шанхай Шеньхуа»: 2024, 2025